# Svetovni četverec
Svetóvni četvêrec je osnovni vektor v štirirazsežnem prostoru Minkowskega.
Določen je kot:
{\displaystyle x^{\mu }=\left(ct,x,y,z\right)=\left(ct,\mathbf {r} \right)\!\,.}
Pri tem je c hitrost svetlobe, t časovna komponenta, r krajevni vektor, x, y in z pa njegove komponente v kartezičnem koordinatnem sistemu.